# Jamestown (Misuri)
Jamestown es un pueblo ubicado en el condado de Moniteau en el estado estadounidense de Misuri. En el Censo de 2010 tenía una población de 386 habitantes y una densidad poblacional de 148,15 personas por km².

## Geografía
Jamestown se encuentra ubicado en las coordenadas 38°46′9″N 92°29′2″O / 38.76917, -92.48389. Según la Oficina del Censo de los Estados Unidos, Jamestown tiene una superficie total de 2.61 km², de la cual 2.59 km² corresponden a tierra firme y (0.7%) 0.02 km² es agua.

## Demografía
Según el censo de 2010, había 386 personas residiendo en Jamestown. La densidad de población era de 148,15 hab./km². De los 386 habitantes, Jamestown estaba compuesto por el 97.93% blancos, el 0% eran afroamericanos, el 0% eran amerindios, el 0% eran asiáticos, el 0% eran isleños del Pacífico, el 0% eran de otras razas y el 2.07% pertenecían a dos o más razas. Del total de la población el 1.04% eran hispanos o latinos de cualquier raza.